# Maurice Glèlè-Ahanhanzo
Maurice Glèlè-Ahanhanzo (15 mars 1934 à Zinvié au Dahomey) est un militant social, historien, avocat et éducateur béninois. Docteur en droit et ancien Président de l'Assemblée constituante du Bénin (1990-1991). Membre de l'Organisation des Nations unies pour l'éducation, la science et la culture (UNESCO).

## Biographie
Maurice Glèlè-Ahanhanzo est diplômé de l'Université de Paris en 1967. De 1965 à 1966, il a été conseiller du président de l'UNESCO à Paris où il a été responsable de la production de l'Histoire générale de l'Afrique en plusieurs volumes. De 1967 à 1992, il a travaillé à l'UNESCO. À partir de 1975, il a été professeur de droit à la Sorbonne, à Paris. Il a également enseigné aux universités de Dakar (Sénégal) et de Cotonou (Bénin). De 1989 à 1993, il a été directeur général adjoint de l'UNESCO. De 1994 à 2002, et rapporteur spécial des Nations unies sur les formes contemporaines de racisme, de discrimination raciale, de xénophobie et de l'intolérance qui y est associée. Depuis 2000, il est membre du Comité des droits de l'homme de l'ONU. Co-auteur de la Charte africaine des droits de l'homme et des peuples,,.

## Écrivain
Auteur d'ouvrages sur l'histoire politique et sociale du Dahomey et sur les relations entre religion, culture et pouvoir politique en Afrique sub-saharienne. Il a publié plusieurs livres et divers articles sur les droits de l'homme. Il a également rédigé de nombreux rapports pour l'Assemblée générale des Nations unies,,.

## Vie privée
Il est marié et a quatre enfants.